# فريد الناظوري
فريد الناظوري (1944 - 2020)، هو فنان مغني من الريف شمال-المغرب. هو صاحب أغنية «كع كع يا زوبيدة» المغناة بأمازيغية الريف من قبل كبار الفنانين الأمازيغ وغيرهم من الفنانين بشمال إفريقيا ودول أوربية، وأضحت تراثا يتغنى به في مختلف المناسبات العائلية وغيرها، وتعود لسنة 1969.
ولد عام 1944 ببلدة اربوز القريبة من مدينة الناظور اشتغل في المجال التجاري البسيط، كان يعيش بمدينة مليلية المحتلة منذ الستينيات من القرن العشرين، وفي عام 1969 قام بتسجيل اغنسية كع مع ازبيدة باستوديوهات ”ديسكو بوسيفون” بمدينة الدار البيضاء المغربية.

## وفاته
توفي صباح يوم الثلاثاء 2 يونيو 2020 بمدينة مليلية عن عمر ال 76 سنة.

## الجوائز والتكريمات
يونيو 2018 قدمت الإذاعة الأمازيغية سهرة عيد الفطر ضمن برنامج «اسمغرأونازور» تكريم الفنان فريد الناظوري، صاحب الأغنية التراثية والتي أبدعها منذ ستينات القرن الماضي ومن أشهر أغانيه «كاع كاع يا زبيدة»،